# Стефан I Църноевич
Стефан Църноевич или Стефаница Църноевич (на сръбски: Стефан (Стефаница) Црнојевић) е представител на рода Църноевичи, играли значителна роля в управлението на Зета през 15 и 16 в. Най-ранните документи, които го споменават, датират от 1426 г.. Стефан бил третият син на Георги III Църноевич и съпругата му - дъщеря на албанския феодал Коджа Захария. До 1441 г. той бил един от многобройните дребни управители на земи в Зета, което по това време влизало в състава на Сръбското деспотство. Отначало Стефан Църноевич се признал за васал на войводата Стефан Косача, а през 1444 г. - на Венецианската република. В същата година заедно със синовете си влиза в състава на Лежката лига, създадена от албанските феодали начело със Скендербег. През 1448 г. се признал за васал на Георги Бранкович.
Починал през 1465 г. и властта му наследил синът му Иван Църноевич.

## Семейство
Стефан Църноевич имал брак със сестрата на албанския княз Скендербег — Мария Кастриоти, наричана също Мамика. Двамата имали трима синове - Иван, Андрей и Божидар.